# Église écossaise de Paris
L'église écossaise de Paris, ou The Scots Kirk Paris en anglais, est une église presbytérienne liée à l'Église d'Écosse, située au 17 rue Bayard dans le 8e arrondissement de Paris.
Un culte selon la liturgie de l'Église d'Écosse, en anglais, est célébré chaque semaine, le dimanche à 11 h,.

## Histoire

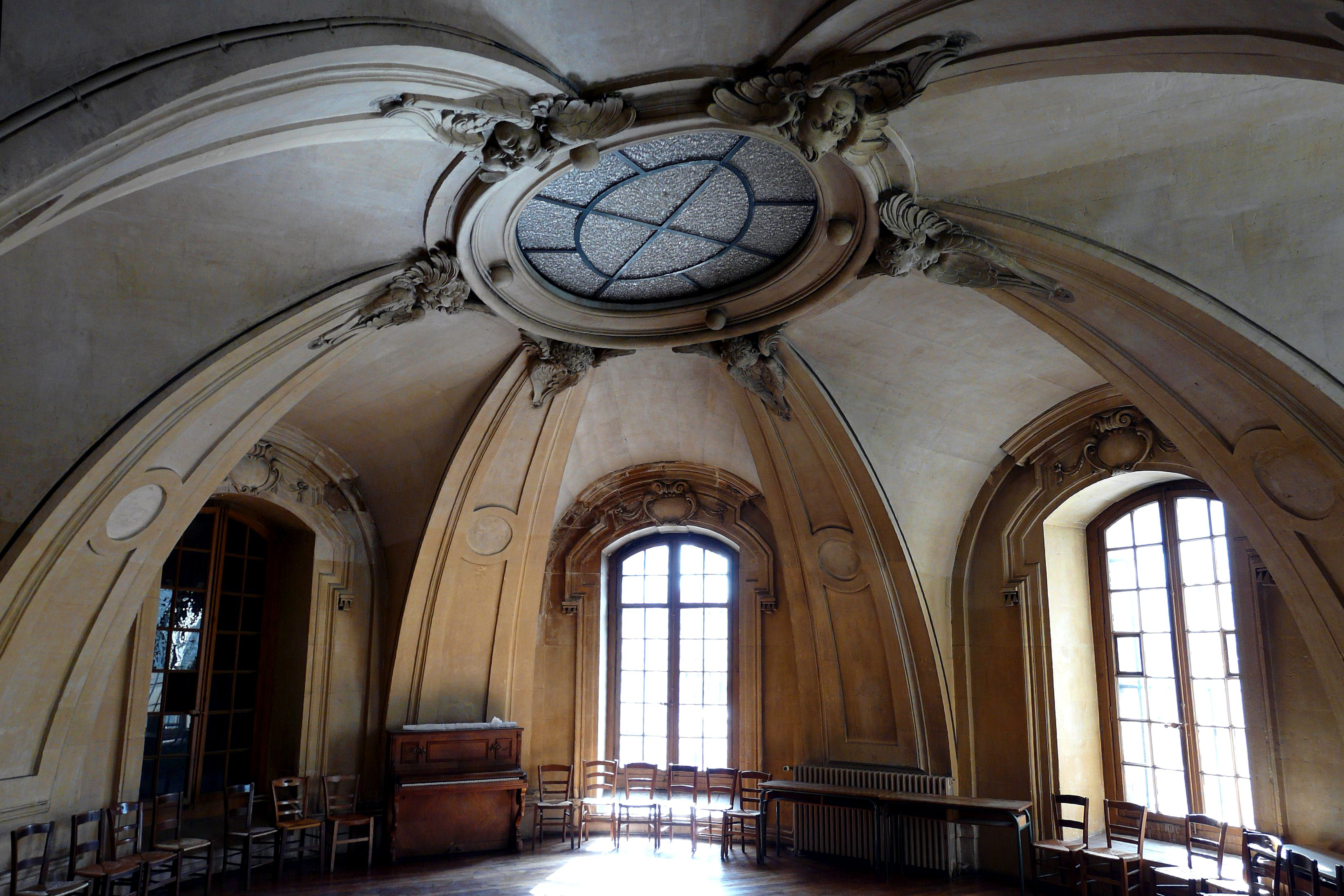
La chambre haute du temple de l'Oratoire du Louvre qui accueillit l’Église écossaise de Paris de 1858 à 1885.

### Origines de la congrégation
Les origines de la congrégation écossaise de Paris remontent aux années 1850. La congrégation parisienne est officiellement établie par l'Église d'Écosse en 1858. Dès lors elle est accueillie au temple protestant de l'Oratoire du Louvre, où la « chambre haute », à l'étage de l'ancienne sacristie, lui est laissée pour la tenue des cultes.
Au cours de l'Exposition universelle de 1867, l'ensemble de l'Oratoire du Louvre est prêté sans contrepartie à la congrégation les dimanches après-midi, pour la tenue de cultes à l'intention des protestants anglophones venus assister à l'événement,. L'offrande ayant alors pour but principal une levée de fonds afin de financer l'acquisition d'un temple. À la recherche donc d'un lieu de culte propre à la congrégation, celle-ci exprime son intérêt en 1881 pour acquérir l'église mise en vente par la paroisse épiscopalienne américaine de la Sainte-Trinité.

### Première église
L'assemblée fait officiellement l'acquisition en 1883 de l'ancienne église épiscopalienne américaine au numéro 17 de la rue Bayard. Originellement mise en vente au prix de 10 000 livre sterling, le prix est abaissé à 6 000 livres sterling par l'intercession d'un paroissien de l'église américaine d'origine écossaise. La congrégation prend possession de l'église en 1885. Cette église construite entre 1863 et 1864,, dans un style néogothique, peut accueillir jusqu'à 400 personnes.
L'église connaît de fortes affluences lors de l'Exposition universelle de 1889, en raison de la présence de nombreux protestants presbytériens convergeant à Paris pour assister à l'événement.
Lors de la Première Guerre mondiale, l'église est un lieu important pour les forces écossaises de l'armée britannique mobilisées en France. Pendant les négociations du traité de Versailles en 1919, le premier ministre britannique David Lloyd George fréquente l'église. Il assiste au culte en compagnie du président américain Woodrow Wilson en mai 1919,.
En 1924, lors des Jeux olympiques de Paris, l'athlète britannique Eric Liddell refuse de prendre part aux qualifications pour le 100 mètres qui ont lieu un dimanche et vient prêcher à l'Église écossaise,.

### Seconde Guerre mondiale et deuxième église
En 1938, Donald Caskie est nommé pasteur de la congrégation parisienne. En raison de ses positions fortement anti-Nazis exprimées en chaire, Donald Caskie fuit Paris lors de l'invasion allemande de la France en 1940, entraînant la fermeture de l'édifice pendant l'intégralité de l'occupation de la France au cours de la Seconde Guerre mondiale.
À la Libération, le pasteur Donald Caskie revient à Paris et ouvre à nouveau l'église, dont les clés avaient été gardées par le propriétaire du café voisin. Le bâtiment, vieillissant, fragilisé par une pourriture cubique, est dans un mauvais état après la guerre. Il est décidé en 1950 de reconstruire l'église. Pour financer une partie des travaux, le pasteur Caskie décide de publier le récit de ses aventures de guerre dans la France occupée, sous le titre de The Tartan Pimpernel, qui paraît en 1957,. La même année, la première pierre de la future église est posée par la reine Élisabeth II. L'inauguration de la nouvelle église a lieu le 10 mai 1959.
D'importants défauts de construction dans la structure de l'église des années 1950 se révèlent à partir des années 1980, conduisant à envisager de nouveaux travaux,.

### Église actuelle
Il est finalement décidé en 1995, pour une question de coût, de démolir l'église et de bâtir à la place un bâtiment moderne d'habitations au sein duquel serait construite une salle faisant office de temple,. Pendant les travaux, de 1999 à 2002, les activités de la congrégation ont lieu au temple protestant du Saint-Esprit, rue Roquépine.
La nouvelle église est inaugurée en 2002 par le modérateur du synode de l’Église d’Écosse, John Miller.

## Éléments architecturaux
Au niveau de la table de communion est posée au sol une pierre de granite de l'île d'Iona en référence à Colomba d'Iona, cet élément se trouvait à l'origine dans la seconde église. La grille extérieure comprend une croix picte. Une croix de bois de 2,43 mètres sur 1,52 mètre est accrochée au mur de l'escalier menant au temple, il s'agit d'un cadeau de 1959 des élèves du George Watson’s College d'Édimbourg à l'attention de Donald Caskie, et de l'Église écossaise, en remerciement des échanges scolaires annuels ayant lieu avec le lycée Henri IV. Cette croix était accrochée dans la deuxième église jusqu'en 1999. Dans le même escalier, on trouve une plaque en bois apposée en 2020 listant l'intégralité des pasteurs ayant été responsables de la paroisse ainsi qu'un petit musée sur Donald Caskie.